# Catena (commercio)

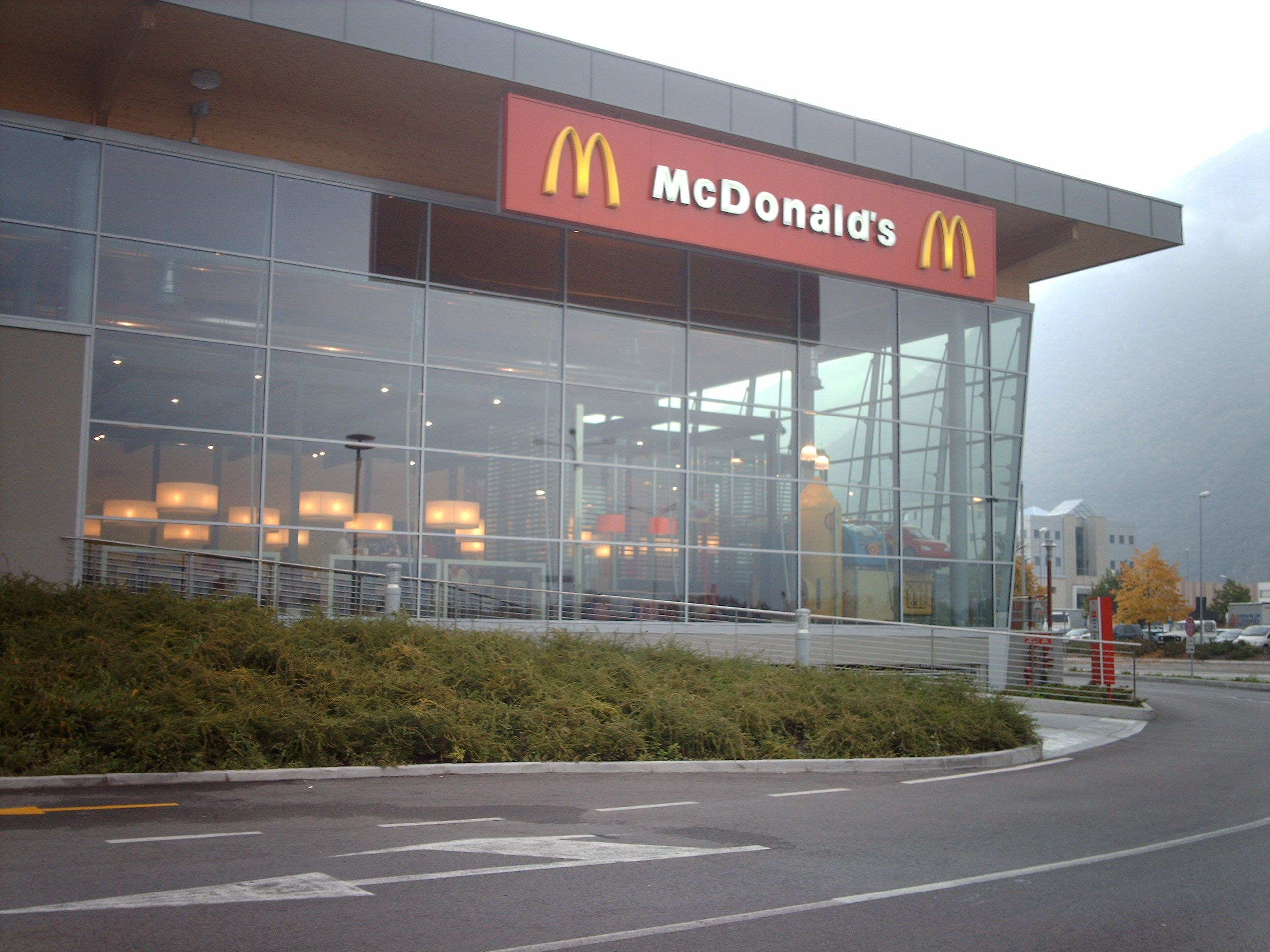
Un ristorante del McDonald's a Bolzano.

Nel commercio, una catena è un gruppo di negozi di vendita al dettaglio che condividono la stessa firma sociale e un sistema di gestione centralizzato che si occupa, tra le altre cose, di marketing e approvvigionamenti. Questa formula consente di applicare le stesse pratiche aziendali che, insieme, permettono di realizzare economie di scala. Tali caratteristiche si applicano anche alle catene di ristoranti e ad alcune società di servizi specializzate ma anche a catene di vendita di prodotti per il consumo sia esso alimentare e non. Un esempio di catene di prodotti alimentari sono i supermercati di generi alimentari oppure i negozi della grande distribuzione organizzata nel settore dell'elettronica di consumo.
Un esempio pratico è la Wal-Mart, la più grande azienda privata del mondo nel 2006, fondata a Rogers nel 1962 da Sam Walton.
La teoria finanziaria stabilisce che un prodotto venduto allo stesso prezzo di un concorrente che non applica lo stesso modello commerciale in genera un utile netto più alto. Questi negozi possono essere gestiti da una società o da affiliati, ognuno vincolato dal contratto stipulato con la società madre.

## Storia
Nel 1792, Henry Walton Smith e sua moglie Anna fondarono W.H. Smith come attività di vendita a Londra che sarebbe diventata un'impresa nazionale a metà del XIX secolo sotto la gestione del nipote William Henry Smith. Ricordata come la più antica catena di vendita al dettaglio nazionale del mondo, questa azienda approfittò del boom ferroviario durante la rivoluzione industriale aprendo edicole nelle stazioni ferroviarie a partire dal 1848. L'azienda, ora chiamata WHSmith, aveva più di 1.400 sedi nel 2017.
Negli Stati Uniti, le catene di negozi iniziarono probabilmente con J. Stiner & Company, che gestiva diversi negozi di tè a New York intorno al 1860. Nel 1900, George Huntington Hartford aveva costruito The Great Atlantic & Pacific Tea Company, originariamente un distributore di tè con sede a New York, in una catena di alimentari che gestiva quasi 200 negozi. Decine di altri negozi di alimentari, farmaci, tabacco e altri prodotti aprirono sedi aggiuntive, più o meno nello stesso periodo, così che le catene di vendita al dettaglio erano divenute comuni negli Stati Uniti nel 1910. Diverse legislature statali presero in considerazione misure per limitare la crescita delle catene, e nel 1914 influirono sulle catene di negozi come fattore di approvazione del Federal Trade Commission Act e del Clayton Antitrust Act.
Isidore, Benjamin e Modeste Dewachter diedero origine all'idea della catena di grandi magazzini in Belgio nel 1868, dieci anni prima che A&P iniziasse a offrire qualcosa di più che caffè e tè. Iniziarono con quattro sedi per Maisons Dewachter (Case di Dewachter): La Louvière, Mons, Namur e Leuze. Successivamente si costituirono come Dewachter frères (Fratelli Dewachter) il 1 gennaio 1875. Essi offrivano abbigliamento prêt-à-porter per uomo e bambino e di tipo speciale come abbigliamento da equitazione e da spiaggia. Isidore possedeva il 51% dell'azienda, mentre i suoi fratelli si dividevano il restante 49%. Sotto la guida di Isidore (e più tardi di suo figlio Louis), Maisons Dewachter sarebbe diventata uno dei nomi più riconosciuti in Belgio e Francia con negozi in 20 città e paesi. Alcune città avevano più negozi, come Bordeaux, Francia. Louis Dewachter divenne anche un paesaggista di fama internazionale, dipingendo sotto lo pseudonimo di Louis Dewis.
All'inizio degli anni '20, la vendita al dettaglio a catena era ben consolidata negli Stati Uniti, con A&P, Woolworth's, American Stores e United Cigar Stores che erano i più grandi. Negli anni '30, le catene di negozi raggiunsero un importante sviluppo e smisero di aumentare la loro quota di mercato totale. Le sentenze dei tribunali contro la riduzione dei prezzi delle catene apparvero già nel 1906, e le leggi contro le catene di negozi iniziarono negli anni '20, insieme alle contromisure legali da parte dei gruppi che si occupavano di esse. Le tasse statali sulle catene di negozi furono confermate dalla Corte Suprema degli Stati Uniti nel 1931. Tra quell'anno e il 1933, 525 leggi fiscali sulle catene di negozi furono introdotte nelle legislature statali, e alla fine del 1933 erano in vigore tasse speciali specifiche per tali attività in 17 stati.

## Caratteristiche
Una catena di negozi è caratterizzata dal rapporto di proprietà o di franchising tra l'azienda locale o il punto vendita e un'azienda controllante.

### Differenza tra una "catena" e una formula di vendita al dettaglio
Mentre le catene sono tipicamente "formula di vendita al dettaglio" ("formula retail"), una catena si riferisce alla proprietà o al franchising, mentre "formula di vendita al dettaglio" o "formula business" si riferiscono alle caratteristiche dell'attività. Esiste una notevole sovrapposizione perché la caratteristica fondamentale di un'attività di vendita al dettaglio formula è che è controllata come parte di un rapporto commerciale e generalmente fa parte di una catena. Tuttavia, la maggior parte dei regolamenti municipali codificati si basa sulle definizioni di formula di vendita al dettaglio (ad esempio, "formula restaurants"), in parte perché una restrizione diretta alle "catene" può essere considerata una restrizione inammissibile al commercio interstatale (nella USA), o come eccedente l'autorità di zonizzazione municipale (vale a dire, regolamentando "chi possiede" piuttosto che le caratteristiche dell'attività). Le restrizioni non codificate talvolta prendono di mira le "catene". Un'ordinanza municipale può cercare di vietare le "formule business" al fine di mantenere il carattere di una comunità e sostenere le imprese locali che servono il quartiere circostante.

### Declino
Le catene di negozi fisici ("brick and mortar") sono in declino poiché la vendita al dettaglio si è spostata verso lo shopping online, portando a tassi di posti vacanti storicamente elevati. La catena centenaria Radio Shack è passata da 7.400 negozi nel 2001 a 400 negozi nel 2018. FYE è l'ultima catena di negozi di musica rimasta negli Stati Uniti e si è ridotta da oltre 1.000 al suo apice a 270 sedi nel 2018. Nel 2019, Payless ShoeSource ha dichiarato che avrebbe chiuso tutti i rimanenti 2.100 negozi negli Stati Uniti.

## Catene di ristoranti
Una catena di ristoranti è un insieme di ristoranti collegati in molte località diverse che sono soggetti a proprietà aziendale condivisa o ad accordi di franchising. In genere, i ristoranti all'interno di una catena sono costruiti secondo un formato standard attraverso lo sviluppo di prototipi architettonici e offrono un menu e/o servizi standard. I fast food sono i più comuni, ma esistono anche catene di ristoranti con posti a sedere. Le sedi delle catene di ristoranti si trovano spesso vicino ad autostrade, centri commerciali e aree urbane o turistiche densamente popolate.

### Gran Bretagna
Nel 1896, Samuel Isaacs di Whitechapel, a est di Londra, aprì il primo ristorante di fish and chips (invece di un take-away) a Londra, e la sua popolarità immediata portò a una catena comprendente 22 ristoranti con sedi intorno a Londra e località balneari nel sud dell'Inghilterra tra cui Brighton, Ramsgate e Margate. Nel 1864, la Aerated Bread Company (ABC) iniziò a gestire una catena di negozi di tè in Gran Bretagna. ABC sarebbe stata superata come leader nel settore da Lyons, co-fondata da Joseph Lyons nel 1884. Dal 1909 Lyons iniziò a gestire una catena di negozi di tè che divenne un punto fermo delle High Street nel Regno Unito e, al suo apice, l'azienda contava circa 200 caffè.

## Regolamento ed esclusione
Una varietà di paesi e città degli Stati Uniti i cui residenti desiderano mantenere il loro carattere distintivo, come San Francisco; Provincetown, Massachusetts e altri villaggi di Cape Cod; Bristol, RI; McCall, Idaho; Port Townsend, Washington; Ogunquit, Maine; Windermere, Florida e Carmel-by-the-Sea, California, regolamentano attentamente, se non addirittura escludono, le catene di negozi. Non escludono la catena stessa, ma solo la formula standardizzata utilizzata dalla catena, descritta come "formula business". Ad esempio, potrebbe spesso esserci un ristorante di proprietà di McDonald's che vende hamburger, ma non la formula franchising con gli archi dorati e menu, uniformi e procedure standardizzate. Il motivo per cui queste città regolano le catene di negozi è l'estetica e il turismo. I sostenitori della "formula restaurants" e della formula di vendita al dettaglio sostengono che le restrizioni vengono utilizzate per proteggere le imprese indipendenti dalla concorrenza.